# Eucalyptus sclerophylla
Espèce
Eucalyptus sclerophylla est une espèce de plantes à fleurs de la famille des Myrtaceae. C'est un arbre originaire de l'est de l'Australie. C'est l'une des espèces appelées scribbly gum en anglais. Très similaire à Eucalyptus haemastoma, qui lui est apparenté et est plus connu. Eucalyptus sclerophylla se distingue de cette dernière espèce par ses petits fruits hémisphériques ou légèrement en forme de poire, qui mesurent 0,6 cm sur 0,6 cm. Les bourgeons floraux sont également plus petits. Les deux espèces ont des feuilles dures, mais celle de sclerophylla ont des côtés particulièrement coriaces.
On trouve cette espèce dans des sols pauvres et sableux. Autour de Sydney, on le trouve souvent sur les crêtes, où le sol est plus sec et moins fertile. Son aire de répartition s'étend au nord de Jervis Bay, jusqu'au parc national de Watagan.
Il forme des arbres de taille petite à moyenne, pouvant atteindre 20 mètres de haut. L'écorce est lisse. Les feuilles font 5 à 16 cm de long pour 2 à 4 cm de large. Les fleurs blanches apparaissent entre novembre et février.